# 台東区立金竜幼稚園
台東区立金竜幼稚園（たいとうくりつきんりゅうようちえん、英名：Kinryu kindergarten, Taito district）は、浅草寺の正式名・金龍山浅草寺の名を与えられた公立幼稚園。所在地は東京都台東区千束1丁目9番。

## 沿革
- 1965年 - 西浅草3丁目に台東区立金竜小学校の併設園として開園[1]。
- 1986年 - 東京都電車車庫のあった現在の地に金竜小学校とともに改築移転。

## 教育内容
- 身近な環境の中で様々なことを直接体験し、言葉や表現力、感性、思考力、体力、人と関わる力など様々な『生きる力』の基礎を養っていくこと
- 子供たちが伸び伸びと自分を出しながら夢中で遊ぶ中で、様々な体験ができるように教育環境を整え、保育の充実を図っていくこと
- 地域の行事、三社祭、入谷朝顔まつり、酉の市、下町七夕まつり等に参加したり、落語家を招いたり、伝統文化に触れる教育活動を進めている

## 系列校
- 台東区立金竜小学校